# Giovanni (magister militum 514-515)
Giovanni (latino: Ioannes; fl. 514-515) è stato un generale bizantino.

## Biografia
Giovanni era imparentato con l'imperatore Anastasio I.
Nel 514 era console onorario e magister militum praesentalis, dunque comandante in capo di uno dei due eserciti posti a difesa di Costantinopoli. L'anno precedente il generale goto Vitaliano si era ribellato; nel 514 si avvicinò nuovamente alla capitale e Anastasio gli inviò Giovanni come ambasciatore per trattare; al suo ritorno riportò all'imperatore le condizioni di Vitaliano e fece uso della sua influenza su Anastasio per convincerlo ad accettarle.
Nel 515 Vitaliano tornò per la terza volta ad attaccare Costantinopoli. Anastasio ordinò a Giovanni e a Patricio (l'altro magister militum praesentalis) di attaccare il nemico, ma questi si rifiutarono, spiegando che il loro essere amici di Vitaliano avrebbe causato un sospetto su di loro nel caso fossero stati sconfitti.